# Fenomeno (Coez)
Fenomeno è un mixtape dei rapper italiani Coez e Sine, pubblicato nel 2011 dalla Honiro Label.

## Descrizione
Pubblicato per il download gratuito, il mixtape presenta una struttura decisamente particolare nell'ambito dell'hip hop italiano: la maggior parte dei brani sono editi su strumentali dal timbro elettronico o dubstep, discostandosi radicalmente dal suono del precedente lavoro solista.
Le collaborazioni comprendono esponenti della scena underground romana ovvero Primo Brown dei Cor Veleno, Gemitaiz, MadMan, Briga, Lucci e Franz del collettivo Brokenspeakers e la cantante Martina May.

## Tracce
1. Intro fenomeno
2. Fenomeno
3. Sorry Mama
4. Mille miglia
5. Non c'è più nessuno
6. Cielo di sabbia
7. Almodovar (feat. MadMan)
8. I Can't Stop-Skit
9. Spingo dentro i monitor (feat. Primo Brown)
10. Tre fori nel cuore (feat. Gemitaiz)
11. Torcida (feat. Briga)
12. Va tutto bene
13. Sparati in faccia (feat. Lucci)
14. Sei piedi sotto (feat. Franz)
15. Pezzi di me (feat. Martina May)